# Stylapterus barbatus
Stylapterus barbatus är en tvåhjärtbladig växtart som beskrevs av Adrien Henri Laurent de Jussieu. Stylapterus barbatus ingår i släktet Stylapterus och familjen Penaeaceae. Inga underarter finns listade i Catalogue of Life.